# Поширование

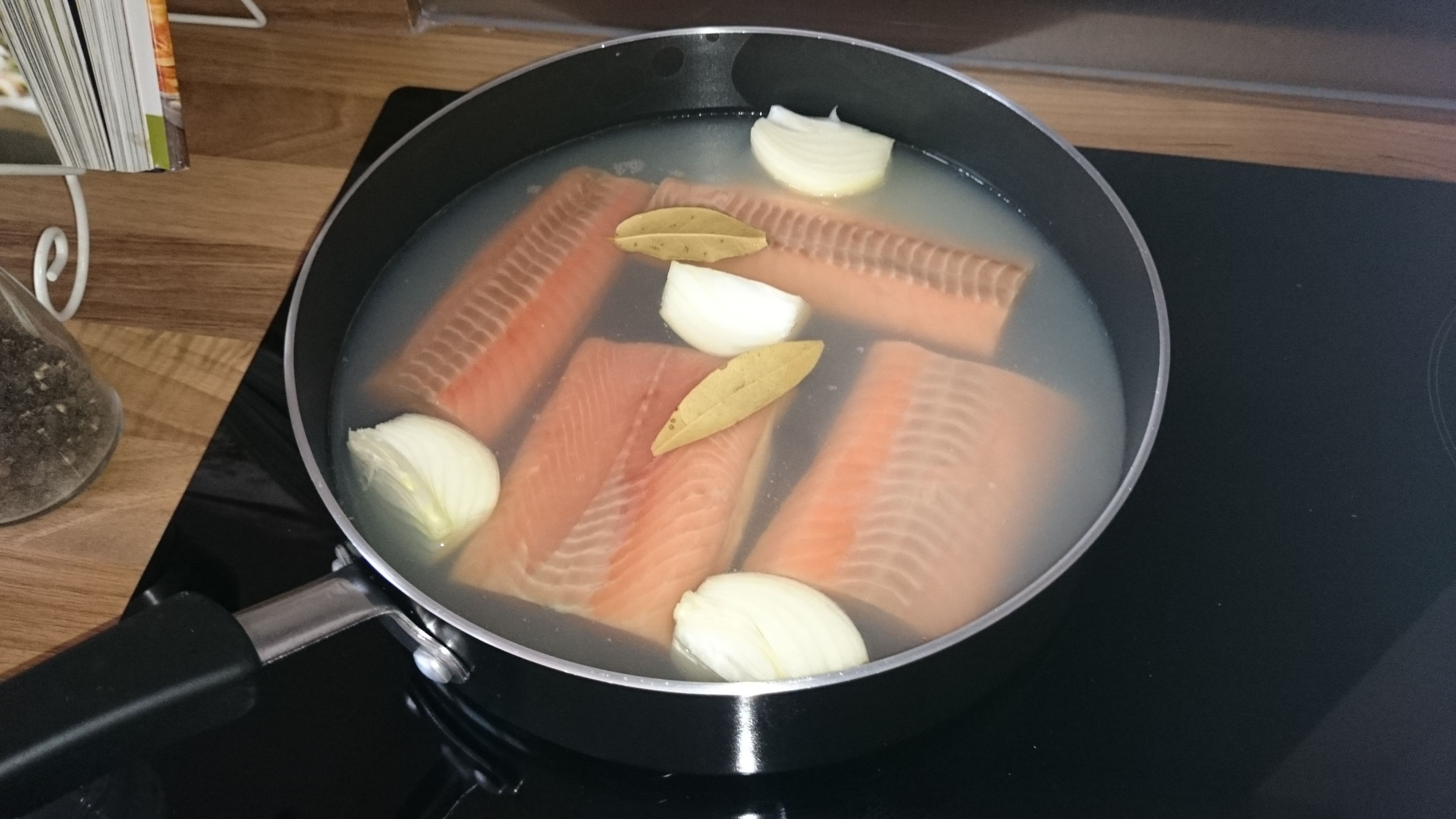
Поширование лососины

Поши́рование (от фр. poché) — разновидность варки в воде или других жидкостях при температуре 90 °C или 96—97 °C. Способ применяется преимущественно для приготовления яиц и рыбы.
Блюда, приготовленные пошированием, называются «пашо́т»: яйца пашот, рыба пашот. Яйца пошируют без скорлупы, осторожно выпуская их в слабо кипящую воду, вино или бульон. В готовом продукте желток оказывается как бы в белковом мешочке. Приготовление рыбы в воде требует особой деликатности, варка рыбы производится при слабом кипении, чтобы избежать деформации продукта. Поширование в рыбных котлах в воде или курбульоне особенно рекомендуется для нежных видов рыбы.